# Campionati europei di pugilato dilettanti 1969
I Campionati europei di pugilato dilettanti maschili 1969 si sono tenuti a Bucarest, Romania, dal 30 maggio all'8 giugno 1969. È stata la 18ª edizione della competizione biennale organizzata dall'EABA. 180 pugili da 25 Paesi hanno partecipato alla competizione.
Per la prima volta la categoria dei Pesi minimosca (48 kg) è stata inserita nella competizione.

## Risultati
| Categoria                   | Oro                                  | Argento                          | Bronzo                                                     |
| --------------------------- | ------------------------------------ | -------------------------------- | ---------------------------------------------------------- |
| Pesi minimosca (kg 48)      | György Gedó Ungheria                 | Franco Udella Italia             | José Escudero Spagna Roman Rożek Polonia                   |
| Pesi mosca (kg 51)          | Constantin Ciucă Romania             | Nikolay Novikov Unione Sovietica | Filippo Grasso Italia Artur Olech Polonia                  |
| Pesi gallo (kg 54)          | Aurel Dumitrescu Romania             | Aldo Cosentino Francia           | Michael Dowling Irlanda Mickey Piner Inghilterra           |
| Pesi piuma (kg 57)          | László Orbán Ungheria                | Seyfi Tatar Turchia              | Ivan Mihailov Bulgaria Allan Richardson Inghilterra        |
| Pesi leggeri (kg 60)        | Calistrat Cuțov Romania              | Stoyan Pilichev Bulgaria         | Sergey Lomakin Unione Sovietica Ryszard Petek Polonia      |
| Pesi superleggeri (kg 63.5) | Valeriy Frolov Unione Sovietica      | Petar Stoitchev Bulgaria         | Giambattista Capretti Italia Bogdan Jakubowski Polonia     |
| Pesi welter (kg 67)         | Günther Meier Germania Ovest         | Victor Zilberman Romania         | Ivan Kiryakov Bulgaria Vladimir Musalinov Unione Sovietica |
| Pesi superwelter (kg 71)    | Valeriy Tregubov Unione Sovietica    | Bruno Facchetti Italia           | Ion Covaci Romania Tom Imrie Scozia                        |
| Pesi medi (kg 75)           | Vladimir Tarassenko Unione Sovietica | Mate Parlov Jugoslavia           | Simeon Georgiev Bulgaria Reima Virtanen Finlandia          |
| Pesi mediomassimi (kg 81)   | Danas Pozniakas Unione Sovietica     | Ion Monea Romania                | Ralf Jensen Danimarca Jürgen Schlegel Germania Est         |
| Pesi massimi (kg 81 +)      | Ion Alexe Romania                    | Kiril Pandov Bulgaria            | Ludwik Denderys Polonia Peter Hussing Germania Ovest       |

## Medagliere
| Posizione | Paese            | Oro | Argento | Bronzo | Totale |
| --------- | ---------------- | --- | ------- | ------ | ------ |
| 1         | Romania          | 4   | 2       | 1      | 7      |
| 2         | Unione Sovietica | 4   | 1       | 2      | 7      |
| 3         | Ungheria         | 2   | 0       | 0      | 2      |
| 4         | Germania Ovest   | 1   | 0       | 1      | 2      |
| 5         | Bulgaria         | 0   | 3       | 3      | 6      |
| 6         | Italia           | 0   | 2       | 2      | 4      |
| 7         | Francia          | 0   | 1       | 0      | 1      |
| 7         | Jugoslavia       | 0   | 1       | 0      | 1      |
| 7         | Turchia          | 0   | 1       | 0      | 1      |
| 10        | Polonia          | 0   | 0       | 5      | 5      |
| 11        | Inghilterra      | 0   | 0       | 2      | 2      |
| 12        | Danimarca        | 0   | 0       | 1      | 1      |
| 12        | Spagna           | 0   | 0       | 1      | 1      |
| 12        | Germania Est     | 0   | 0       | 1      | 1      |
| 12        | Finlandia        | 0   | 0       | 1      | 1      |
| 12        | Irlanda          | 0   | 0       | 1      | 1      |
| 12        | Scozia           | 0   | 0       | 1      | 1      |
|           | Totale           | 11  | 11      | 22     | 44     |